# Nagorni (Saràtov)
|  | Per a altres significats, vegeu «Nagorni». |

Nagorni (en rus: Нагорный) és un poble (un possiólok) de l'óblast de Saràtov, a Rússia, segons el cens del 2010 tenia 9 habitants. Pertany al districte municipal de Líssie Gori.